# Гаровка (аеродром)
Гаровка — військовий аеродром у Хабаровському краї, розташований на східній околиці Залізничного району міста Хабаровська, сільське поселення Гаровка-2.

## Дані аеродрому
- Найменування — Гаровка (Garovka)
- Індекс аеродрому — ЬХХГ / XHHG
- Позивний (старт 124.0 МГц) «Боярин»
- ВПП 04/22
- Перевищення 72 м
- Ширина — 37 м
- Довжина — 2280 м
- Магнітний курс 041°/221°
- Істинний курс 029/209
- Покриття — тверде (бетон)
- Освітлення — ні

## Історія
На аеродромі базувалися:
- 254-а винищувальна авіаційна Амурська дивізія з жовтня 1945 року до липня 1946 року
- 300-й винищувальний авіаційний полк (в/ч 65373) на Як-9Д, з 10.1945 по 11.1945 та з березня по липень 1946 р. У зазначеному проміжку полк дислокувався у Китаї.
- 912-й винищувальний авіаційний Червонопрапорний полк літаками Як-9 період із листопада 1945 року до липня 1946 року. Перебазований на аеродром Куйбишівка-Східна (Амурська область), де розформований.[1][2]
- 825-й окремий гелікоптерний полк, в/ч 54902. Полк перелетів 1982 року з аеродрому Середньобіле (Амурська область). Дислокувався у Гаровці до 2010 року, коли на підставі Директиви Генерального Штабу від 04.12.2009 року № 665/1/6151 825-й окремий гелікоптерний транспортно-бойовий полк (в/ч 54902) було розформовано.[3]
- 8-а окрема змішана авіаційна ескадрилья в/ч 21901. У 1982 році передислокована з аеродрому Хабаровськ-Центральний до Гаровки. У 1994 році передислокована в селище Обор (Хабарівський край), 1998 частина розформована.
- 12-й окремий гелікоптерний загін в/год 21916. У 1982 році передислокований з аеродрому Хабаровськ-Центральний до Гаровки. 1989 року розформований.
- Ланка управління при в/ч 32883 (авіаційна дивізія на аеродромі 10 ділянку (Калинка)). Вертолітна ланка сформована у 1991 році на аеродромі Гаровка, у складі 4 Мі-8Т, 1Мі-8П, 1Мі-9 ВКП. Передислоковано на аеродром Хабаровськ-Центральний, 1997 року ланка розформована.
- 137-й окремий гелікоптерний загін цивільної оборони в/ч 28611. Сформований у 1981 році на аеродромі Гаровка. 1992 року загін передано до МНС. У 1999 році перелетів на аеродром Хабаровськ-Великий, де потім був переформований в 171 окрему змішану авіаційну ескадрилью. Нині цей підрозділ іменується як Федеральна державна бюджетна установа «Хабаровський авіаційно-рятувальний центр МНС Росії».

## Факти
На озброєнні 825-го окремого гелікоптерного полку, на момент перебазування до Гаровки, був загін гелікоптерів Мі-10 ПП (постановників перешкод). У Гаровці один з гелікоптерів був встановлений у військовому містечку як експонат. Він був прибраний із житлової зони після численних травм дітей, які забиралися на конструкцію.

## Сучасний стан
За різними даними, на початок 2018 року аеродром Гаровка вважається чинним. На території аеродрому, за супутниковими знімками, спостерігається 5 вертольотів Мі-26 і кілька Мі-8 (в районі виробничого майданчика ТЕЧ). Однак більшість службових будівель на аеродромі та в гарнізоні покинуті й зруйновані, зокрема й командно-диспетчерський пункт.